# ドナルド・トランプのニューヨークにおける起訴
ニューヨーク州民対ドナルド・トランプ（英語: The People of the State of New York v. Donald J. Trump）は、第45代・第47代大統領ドナルド・トランプに対する刑事裁判である。ポルノ映画女優のストーミー・ダニエルズとの性的関係を公言しないように支払った口止め料を隠蔽するために行った、34点の事業記録偽造罪の重罪刑事犯罪で起訴された。取引に関する手数料も含めると、支払ったのは42万ドルである。ニューヨーク郡地方検事（DA）のAlvin Braggは、トランプがこれらの事業記録を他の犯罪（2016年のアメリカ合衆国大統領選挙に違法に影響を与え、税詐欺に違法に影響を与え、連邦政府の選挙キャンペーン資金制限の違反、2016年アメリカ合衆国大統領選挙に違法に影響を与えること、税詐欺）を犯す意図を持って偽造したとして起訴した。
元アメリカ合衆国大統領に対する史上初めての起訴は、マンハッタンの大陪審によって2023年3月30日に承認された。4月3日、トランプはフロリダの住居からニューヨーク市に移動し、そこでマンハッタン地方検事の事務所に出頭し、翌日に罪状認否手続きが行われた。トランプは無罪を主張し、たとえ有罪判決を受けたとしても、2024年アメリカ合衆国大統領選挙のために大統領選挙キャンペーンを続けると述べた。4月30日には、月の初めに裁判に関与している個人について行った複数の発言が原因で、トランプは法廷侮辱罪で刑事犯罪を認められた史上初めてのアメリカ合衆国大統領経験者にもなった。
検察の主張は、トランプの2016年の大統領選挙キャンペーンが、ダニエルズへの口止め料の支払いをトランプの元弁護士マイケル・コーエンを通じて行うことで、虚偽のリテーナー契約で払い戻しを受けることにより利益を得ようとした、というものである。検察は、20人の証人を呼び出した後、2024年5月20日に弁論を終えた。弁護側の主張は、トランプには違法だと言われているような企みはなかったこと、コーエンは証人として信頼できないこと、コーエンとのリテーナー契約は有効である、というものだった。弁護側はまた、審理全体を通して、訴訟を遅延または取り下げること、裁判長のフアン・マーチャンが本裁判の担当を辞任すること、連邦裁判所への移送を求める要求などを行ったが、いずれも却下された。
トランプは2024年5月30日に、34点すべての事業記録偽造罪で有罪判決を受け、重罪で有罪判決を受けた史上初めてのアメリカ合衆国大統領経験者となった。判決後の一連の手続きの遅延と、トランプの2024年の大統領選挙の勝利に続いて、2025年1月10日にトランプには無条件放免（unconditional discharge）の刑量が言い渡された。トランプは上訴を行うと考えられている。